# In Keeping Secrets of Silent Earth: 3
Albums de Coheed and Cambria
The Second Stage Turbine Blade
(2002) Good Apollo, I'm Burning Star IV, Volume One: From Fear Through the Eyes of Madness
(2005)
In Keeping Secrets of Silent Earth: 3 est le second album du groupe américain de rock progressif Coheed and Cambria, publié le 8 octobre 2003, par Columbia Records et Equal Vision Records.

## Liste des chansons
Toutes les paroles sont écrites par Claudio Sanchez, toute la musique est composée par Coheed and Cambria.
| No  | Titre                                       | Durée |
| --- | ------------------------------------------- | ----- |
| 1.  | The Ring in Return                          | 2:08  |
| 2.  | In Keeping Secrets of Silent Earth: 3       | 8:13  |
| 3.  | Cuts Marked in the March of Men             | 5:01  |
| 4.  | Three Evils (Embodied in Love and Shadow)   | 5:11  |
| 5.  | The Crowing                                 | 6:40  |
| 6.  | Blood Red Summer                            | 4:13  |
| 7.  | The Camper Velourium I: Faint of Hearts     | 5:22  |
| 8.  | The Camper Velourium II: Backend of Forever | 5:23  |
| 9.  | The Camper Velourium III: Al the Killer     | 4:16  |
| 10. | A Favor House Atlantic                      | 3:53  |
| 11. | The Light & the Glass                       | 9:40  |
| 12. | 21:13                                       | 9:46  |